# シモン・ハマー
シモン・ハマー（Simon Hammer、1983年3月2日 - ）は、 デンマークのハンドボール選手。ハンドボルド・リーガエン (男子)のFCK Håndboldでプレーしている。以前、リーグのライバルMors-Thy Håndboldでプレーしていた。